# Stimulation
Une stimulation est un événement physique, chimique ou biochimique qui active une ou plusieurs cellules réceptrices d'un organisme, lesquelles génèrent une réaction locale ou une cascade de réaction pouvant impliquer tout l'organisme. 
Les techniques de stimulation utilisent divers types de stimuli en vue d'un effet déterminé. 

## Chez l'animal
Chez les mammifères, la cellule traduit la stimulation par un potentiel d'action, qui est transmis par les nerfs vers les organes sensoriels. 
La stimulation active plusieurs régions du système nerveux, en particulier le système sensoriel qui a été stimulé, la substance réticulée mésencéphalique, le thalamus sensoriel et le cortex sensoriel.

## Dans le domaine de la santé
Divers types de stimulation ont été proposés pour traiter certains troubles psycho-pathologiques et/ou psychiatriques. Citons : l'électrochoc (ECT) ou sismothérapie, les stimulations magnétiques trans-craniennes, la stimulation vagale. Ces méthodes ont fait l'objet de recherches cliniques précises et validées. Elles ne sauraient se laisser assimiler aux cures historiques par l'hydrothérapie (douches froides). Elles sont historiquement liées à d'autres efforts thérapeutiques de nature chimique, moins prisées de nos jours : cures de Sakel ou insulinothérapie, chocs humides, chocs au cardiazol, etc. Les stimulations psychothérapiques (suggestions positives, invigorations, récompenses, défis, appel à la créativité et à la résilience) ou sensorielles (psychosonique) peuvent avoir des effets importants ou subsidiaires, notamment dans les troubles asthéniques, dépressifs, anxieux, abouliques, etc.

## En élevage et agriculture
Certains éleveurs utilisent depuis longtemps (et parfois illégalement) des antibiotiques pour leur capacité à stimuler la croissance de certains animaux. Des probiotiques ont le même objectif, ainsi que celui d'améliorer la santé de l'animal et sa résistance aux maladies. 
Parmi les intrants agricoles ou de jardin (parfois dits « d’alternatifs »), apparaissent des « produits de stimulation » de processus biologiques (Stimulateurs de défense des plantes (SDP) et de leur rhizosphère, biostimulants, phytoprotecteurs...). Ils visent, souvent dans le cadre d'un transition agroécologique, à préventivement stimuler les défenses naturelles des plantes, faciliter l'absorption d'eau et de nutriments) en améliorant la vie et les fonctionnalités du sol, pour notamment diminuer le recours aux pesticides phytopharmaceutiques. 
Des biostimulants visent aussi à limiter les apports en engrais minéraux. Cependant selon « la terminologie, les revendications
agronomiques et les modes d’action de ces produits sont encore mal définis ou mal connus, et ils suscitent des controverses chez les acteurs classiques du développement agricole ». Dans le cadre de la mise en œuvre du « projet agro-écologique pour la France » et du plan Écophyto une étude a été faite pour le ministère de l’agriculture sur ce sujet (état des connaissances en 2015)

## Dans le domaine de l'économie
Dans le vocabulaire courant, il peut être question de stimuler un marché ou un consommateur indifférent au produit qu'on veut promouvoir. C'est l'un des objets de la publicité.